# ارارد دوم، کنت برین
ارارد دوم کنت برین از سال ۱۱۶۱ تا ۱۱۹۱ و فرمانده فرانسوی در جریان جنگ صلیبی سوم بود که در جریان محاصره عکا شرکت جست. وی پسر گاتیر دوم، کنت برین، و ادل بود. وی همچنین پدر جان برین، پادشاه اورشلیم، بود.